# Brunfelsia bonodora
 (novembre 2014).
Si vous disposez d'ouvrages ou d'articles de référence ou si vous connaissez des sites web de qualité traitant du thème abordé ici, merci de compléter l'article en donnant les références utiles à sa vérifiabilité et en les liant à la section « Notes et références ».
Espèce
Classification APG III (2009)
Brunfelsia bonodora est une espèce de plante vivace de la famille des Solanaceae.
Cette plante à tendance arbustive est originaire d'Amérique tropicale.
Les fleurs apparaissent au printemps. Elles sont d'abord de couleur violette puis deviennent lavande avant de devenir blanches et de se faner. Les trois couleurs sont rassemblées en même temps sur la plante.
Surnommée aussi "Veuve Joyeuse" en Polynésie Française en référence aux couleurs que portaient les veuves à leur sortie de deuil.
Entretien et culture de Brunfelsia